# Emma Rafowicz
Emma Rafowicz, née le 24 juin 1995, est une femme politique française membre du Parti socialiste.
Élue municipale du 11e arrondissement de Paris depuis 2020, elle est adjointe au maire déléguée à la Culture jusqu'en 2024. Elle est présidente des Jeunes socialistes entre 2020 et 2025, et députée européenne depuis 2024.

## Biographie

### Famille et études
Emma Rafowicz naît le 24 juin 1995,. Elle est fille de professeurs et petite-fille de juifs polonais victimes de pogroms.
Elle a d'abord un parcours de germaniste, avec un cursus ABIBAC. Titulaire d'une licence d'allemand de l'université Paris-IV et de la licence « Information et communication - Parcours médias » du CELSA, elle est ensuite diplômée du master 2 du CELSA « Médias et management ». Elle suit enfin le master 2 « Digital, médias, cinéma » de l'université Paris 1 - Panthéon Sorbonne,. Si elle s’est engagée brièvement à l'Union des étudiants juifs de France, elle n'en fait pas selon Libération « un élément de son identité politique » et se définit avant tout comme « citoyenne française, socialiste et européenne. ».

## Parcours politique

### Adhésion au Parti socialiste et premier mandat parisien
Emma Rafowicz adhère au Mouvement des Jeunes socialistes à l'âge de 15 ans alors qu'elle est lycéenne en Seine-et-Marne lors du mouvement contre la réforme des retraites lancée par Nicolas Sarkozy, puis au Parti socialiste en 2011, dans la fédération de l'Essonne.
Elle figure sur les listes soutenant Anne Hidalgo aux élections municipales de 2020 à Paris et devient en juillet 2020 adjointe au maire du 11e arrondissement chargée de la culture, de l'artisanat et du patrimoine. Elle se dit inspirée par les engagements parlementaires de Patrick Bloche et Danièle Hoffman-Rispal, respectivement promoteurs du Pacs et de la parité en politique.

### Présidente des Jeunes socialistes
En décembre 2020, alors que le Parti socialiste engage un travail de reconstruction et une consultation interne sur le devenir des Jeunes socialistes, Emma Rafowicz est nommée déléguée nationale du Parti socialiste chargée de la mobilisation des jeunes, se voyant confier, avec le soutien du premier secrétaire Olivier Faure, la mission de refonder et de relancer le Mouvement des jeunes socialistes.
En janvier 2023, elle se présente au poste de première secrétaire de la fédération de Paris lors du congrès de Marseille au nom du texte d'orientation d'Olivier Faure, mais est battue par la secrétaire sortante Lamia El Aaraje,, qui l'emporte avec 60 % des voix. Elle est par la suite largement réélue présidente au congrès des Jeunes socialistes tenu à Lille en avril 2023 avec 85,8 % des voix. Son mandat voit l'adhésion de 4 000 adhérents revendiqués début 2023 contre 150 au lendemain de la présidence de François Hollande.
Lors du lancement des « Jeunes de la NUPES » en juin 2023 à Alfortville, afin d'inciter leurs partis respectifs à s'unir pour les élections européennes de 2024, Emma Rafowicz est remarquée pour sa critique des « vieux éléphants du Parti socialiste », provoquant de vives réactions. Sous son impulsion, les « Jeunes de la NUPES » rédigent, en septembre 2023, avec les autres mouvements de jeunesse de gauche impliqués dans la NUPES, à l'exception des communistes, un programme commun de 166 propositions,.
Elle déclare à Libération avoir « l'universalisme chevillé au corps » et estime que « certains, à gauche, se vautrent dans une vision identitaire portée par l'extrême droite ». Elle ajoute : « ils ne pensent pas être racistes, mais ils le sont ». Questionnée sur le concept d'intersectionnalité des luttes, elle note en 2023 : « Je ne pense pas que tout soit à jeter sous prétexte que le terme ne rentre pas dans mon mode de pensée initial, certains travaux universitaires apportent un éclairage. Le racisme, l’antisémitisme, la LGBTphobie existent, rongent la cohésion de notre société. Tous les textes qui permettent de mieux le comprendre et de mieux le combattre doivent être étudiés. Les nier par principe serait une erreur ».
Elle figure en huitième position sur la liste menée par Raphaël Glucksmann pour les élections européennes de 2024, constituée du Parti socialiste et de Place publique. Durant la campagne des européennes, alors même qu'elle condamne la politique israélienne lors de la guerre à Gaza depuis 2023, dénonce les « crimes de guerre » et la « guerre aveugle » menée par Benyamin Netanyahou et soutient la solution à deux États, elle est victime de cyberharcèlement, d'antisémitisme et de désinformation qui la présente comme une pro-israélienne souhaitant « infiltrer » la politique française, du fait, notamment, qu'elle est est la nièce d'Olivier Rafowicz, un des porte-paroles de l'armée de défense d'Israël, en vue sur les médias français durant le conflit, « qu'elle connaît mal ». Elle est également victime de propos haineux et antisémites de la part de comptes anonymes qu'elle identifie comme proches de La France insoumise. Elle porte plainte le 6 mars. Le score de la liste lui permet d'être élue députée européenne à l'issue du scrutin.

### Députée européenne
Au Parlement européen, elle est deuxième vice-présidente de la commission de la culture et de l'éducation.
Dans ce cadre, elle travaille notamment sur la question de l'exception culturelle européenne, qui fait l'objet d'attaques de l'administration Trump depuis la publication d'un mémorandum le 21 février 2025 . Selon le journal Le Monde, Emma Rafowicz tente d’organiser la riposte, tout particulièrement en envoyant le 17 mars, une lettre signée par plus de 50 eurodéputés (Socialistes et démocrates, Renew Europe, Parti populaire européen, Verts, La Gauche) à Ursula von der Leyen, la présidente de la Commission européenne, pour défendre la législation européenne avant la révision de la directive SMA, en 2026 – afin de renforcer ce texte, et en aucun cas le revoir à la baisse. Elle espère que "les attaques très dures du président et des lobbys américains" puissent "réveiller les consciences, et (voir) la culture "aussi devenir un sujet stratégique".
Dans la perspective de l'élection présidentielle de 2027, elle affirme refuser tout autant « l’héritage social-libéral » du quinquennat Hollande que la stratégie populiste de Jean-Luc Mélenchon, dont elle dénonce le « rapport à la démocratie et aux principes républicains ». Elle estime ainsi dans une tribune publiée dans L'Opinion que « la gauche doit penser par elle-même et sortir des alternatives réductrices » en ce que que « nous sommes au-delà des affrontements classiques entre une gauche de rupture et une gauche de compromis. Nous devons résoudre cette équation nouvelle qui voudrait soit sacrifier la justice sociale au marché tout puissant, soit soumettre la fraternité et la laïcité à l’identitarisme ».
Soutien d'Olivier Faure au congrès de Nancy, elle cède dans le même temps sa place de présidente des Jeunes socialistes à Rémi Boussemart, qui lui succède le 18 mai 2025 après un scrutin qui voit la reconduction de la majorité sortante par les jeunes militants socialistes. Elle devient également membre du trinôme des premiers secrétaires fédéraux de la fédération de Paris du Parti socialiste avec Lamia El Aaraje et Maxime Sauvage, un accord conclu entre les trois pour apaiser les tensions d'une fédération très divisée par le congrès et le duel entre Emmanuel Grégoire et Rémi Féraud pour l'investiture socialiste pour les élections municipales de 2026. Dans le cadre de cette primaire, elle est la directrice de campagne d'Emmanuel Grégoire, qui l'emporte dès le premier tour.